# Raphaël Hamburger
Pour les articles homonymes, voir Hamburger (homonymie).
Ne doit pas être confondu avec Raphael Herburger.
Raphaël Hamburger, né le 2 avril 1981 à Boulogne-Billancourt, est un musicien français.

## Biographie
Raphaël Hamburger naît à Boulogne-Billancourt le 2 avril 1981. Il est le fils du compositeur Michel Berger et de la chanteuse France Gall. Il choisit de conserver le nom d'état civil de son père afin, dit-il, de se démarquer de la notoriété de ses parents qui pèse selon lui sur sa vie privée. Son enfance est marquée par la mort de son père alors qu'il n'a que 11 ans, puis cinq ans plus tard de celle de sa sœur aînée, Pauline, des suites de la mucoviscidose.
Il étudie au lycée Fénelon Sainte-Marie. Passionné de musique, il n'opte pourtant pas pour le devant de la scène, devenu ingénieur du son : il travaille notamment avec Matthieu Chedid, HollySiz, Polo & Pan ou Adrienne Pauly, dont il lance la carrière en 2006 avec la chanson J'veux un mec,.
Il travaille comme superviseur musical sur des films français comme Nous York de Géraldine Nakache (2012), Blood Ties de Guillaume Canet ou Demain tout commence (2016). Il conçoit l'ambiance sonore de certains lieux parisiens comme celui du bar de l'hôtel Ritz (2016),.
Il crée un label de disque (Hamburger records) et une radio, et achète vers 2015 les studios d'enregistrement Studios Acousti, qu'il rebaptise Les Studios Saint-Germain.
En 2019, à l'approche du premier anniversaire de la mort de France Gall, son ami Matthieu Chedid dédie à Raphaël Hamburger la chanson L'autre paradis de l'album Lettre infinie, clin d’œil au titre de son père Le Paradis blanc.
En novembre 2022 il initie une nouvelle version de l'opéra-rock Starmania, écrit en 1979 par Luc Plamondon et son père et participe à sa conception musicale. Initialement prévue le 6 octobre 2020 à La Seine musicale à Boulogne-Billancourt, la tournée est reportée à cause de la pandémie de Covid-19 en France et débute le 7 octobre 2022 à Nice.

### Vie privée
Décrit par ses proches comme « fin, très malin et d’une extrême pudeur », Raphaël Hamburger s'exprime peu dans les médias,. Ceux-ci lui prêtent une ancienne liaison avec l'actrice et chanteuse Cécile Cassel,. Il a un enfant, né en 2021.

### Carrière musicale

#### Supervision musicale
Raphaël Hamburger est crédité pour la supervision musicale des films :
- 2012 : Maniac
- 2012 : Nous York[17]
- 2012 : Comme des frères
- 2012 : Astérix et Obélix : Au service de Sa Majesté
- 2013 : La cage dorée
- 2013 : Le passé
- 2013 : Blood Ties
- 2013 : Casting(s) (15 épisodes télévisés)
- 2014 : Grace de Monaco
- 2014 : La Crème de la crème
- 2014 : The Search
- 2014 : Colt 45
- 2014 : Eden[18]
- 2014 : Le Père Noël
- 2015 : La Résistance de l'air
- 2015 : Par accident
- 2015 : Nos femmes
- 2015 : Un moment d'égarement
- 2015 : Tout, tout de suite
- 2015 : Mustang
- 2015 : Desierto
- 2016 : Demain tout commence
- 2016 : L'Avenir
- 2016 : Swagger
- 2016 : Ils sont partout
- 2016 : Ouvert la nuit
- 2017 : Seuls
- 2017 : Le Redoutable
- 2017 : Pour le réconfort
- 2018 : Vers la lumière
- 2018 : Un homme pressé
- 2018 : Mon inconnue
- 2018 : Maya
- 2019 : J'irai où tu iras
- 2019 : Play
- 2020 : Miss
- 2021 : Annette
- 2021 : Bergman Island
- 2023 : Le Règne animal

#### Producteur
- 2014 : Quelques secondes (court métrage)[19]

#### Récompense
- 2014 : meilleur court métrage au festival du film court de Noyon, pour Hybris de Florent Cassiani-Ingoni[réf. nécessaire].